# Магистральная улица

Магистральная улица (от лат. magistralis — большой, главный) — вид улиц, которые связывают между собой районы и социально-значимые объекты города, обеспечивают подъезд к внешнегородским автомобильным дорогам. 
На эти магистральные улицы приходится основной поток движения коммерческого, личного и общественного транспорта в городе. В Российской Федерации — России и постсоветском пространстве слово магистраль не включается в официальное название, содержащее слова проспект, улица, шоссе; в дальнем зарубежье слово магистраль так же, как правило, не включается в официальное название, содержащее слова дорога, улица, проспект и так далее. Нередко городские магистрали включают в себя последовательно более одной переходящих друг в друга официальных улицы (проспекта). В городах с высокой автомобилизацией часто имеют многоуровневые развязки и являются эстакадными или тоннельными. В городах с развитым общественным транспортом часто имеют выделенные (или обособленные) полосы для движения общественного транспорта.

## Характеристики
| Тип                     | Назначение | Расчётная скорость, км/ч | Ширина полосы, метр     | Полос                   | Тротуар, метр           |
| Общегородского значения | Общегородского значения | Общегородского значения  | Общегородского значения | Общегородского значения | Общегородского значения |
| ----------------------- | --- | ------------------------ | ----------------------- | ----------------------- | ----------------------- |
| Непрерывного движения   | Транспортная связь между жилыми, промышленными районами и общественными центрами в крупнейших, крупных и больших городах, а также с другими магистральными улицами, городскими и внешними автомобильными дорогами. Обеспечение движения транспорта по основным направлениям в разных уровнях | 100                      | 3,75                    | 4 — 8                   | 4,5                     |
| Регулируемого движения  | Транспортная связь между жилыми, промышленными районами и центром города, центрами планировочных районов; выходы на магистральные улицы и дороги и внешние автомобильные дороги. Пересечения с магистральными улицами и дорогами, как правило, в одном уровне                                | 80                       | 3,5                     | 4 — 8                   | 3                       |
| Районного значения      | |                          |                         |                         |                         |
| Транспортно-пешеходные  | Транспортная и пешеходная связи между жилыми районами, а также между жилыми и промышленными районами, общественными центрами, выходы на другие магистральные улицы | 70                       | 3,5                     | 2 — 4                   | 2,25                    |
| Пешеходно-транспортные  | Пешеходная и транспортная связи (преимущественно общественный пассажирский транспорт) в пределах планировочного района | 50                       | 4                       | 2                       | 3                       |